# Steimatzky

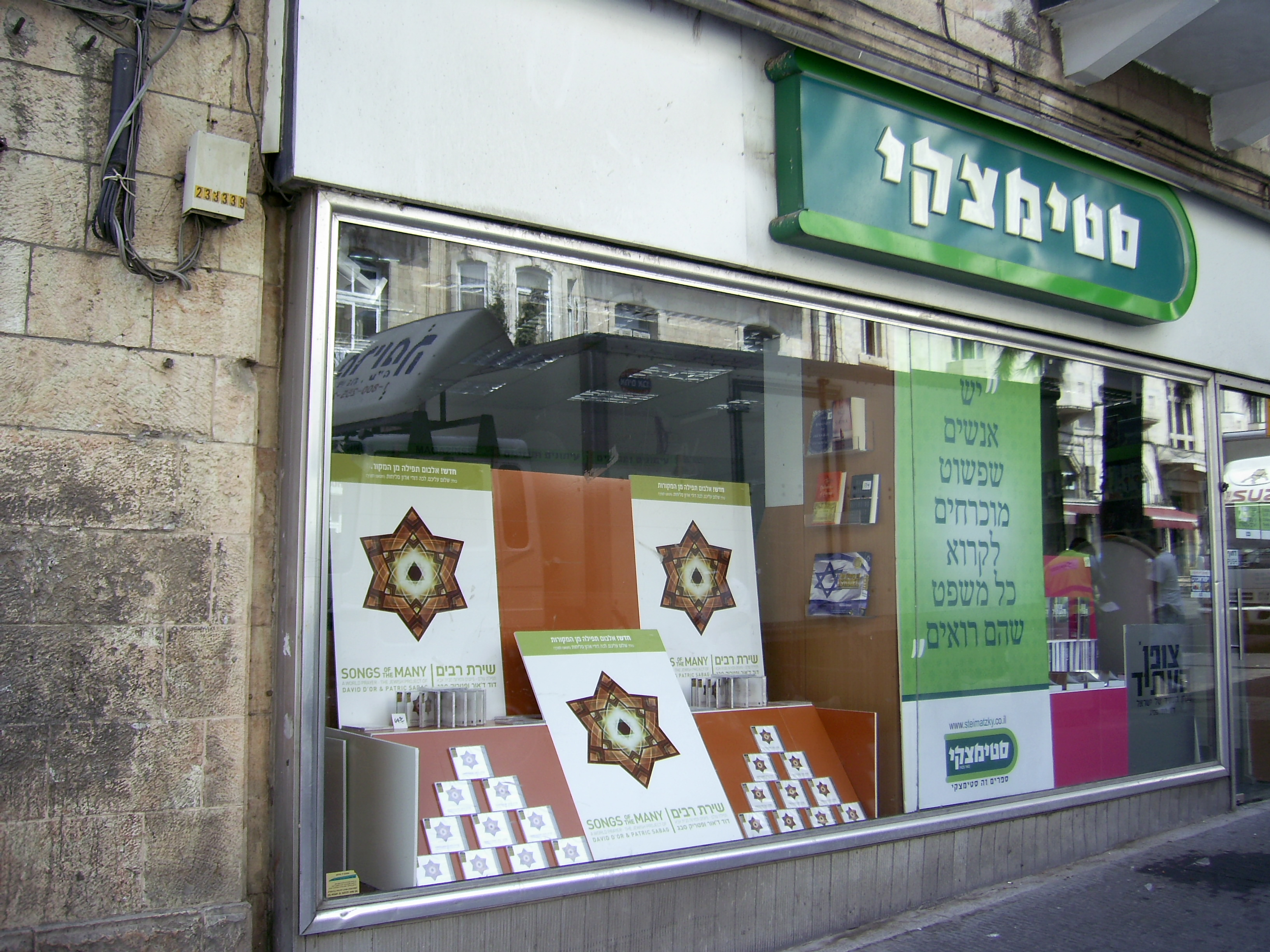
Winkel in Jeruzalem

Steimatzky (Hebreeuws: סטימצקי) is de oudste en grootste boekwinkelketen in Israël. Het heeft 136 locaties (nov. 2020). Hoofdkwartier is in Petach Tikwa.

## Geschiedenis

### Oprichting
De eerste winkel werd geopend door Tzvi Steimatzky in 1920 aan 6 Hertzel St. in Tel Aviv. In 1925 opende zijn halfbroer Yechezkel Steimatzky de tweede winkel op Jaffa Road in Jeruzalem.
Yechezkel Steimatzky was een in Rusland geboren immigrant uit Duitsland. Hij was oorspronkelijk naar het Britse Mandaat Palestina gekomen voor een kort bezoek voor de opening van de Hebreeuwse Universiteit van Jeruzalem en besloot te blijven nadat hij het potentieel zag in het openen van een boekwinkel in een vreemde taal die zowel een groeiende immigrantenmarkt als de Britse leger soldaten, die in het kader van het Britse Mandaat. Het concept was zo succesvol dat hij later dat jaar een extra winkel in Haifa opende.
In 1927 zag Steimatzky het potentieel voor uitbreiding in het Midden-Oosten en opende een winkel in Beiroet. De bedrijfsnaam werd veranderd in Steimatzky Middle East Agency. Tijdens de Tweede Wereldoorlog opende een Steimatzky-winkel in Bagdad naast de Britse legerbasis en kort daarna in Caïro, Alexandrië en Damascus.
De expansie in het Midden-Oosten kwam tot stilstand met het uitbreken van de Arabisch-Israëlische oorlog van 1948 en de nationalisatie van alle vestigingen in Beiroet, Bagdad, Caïro en Damascus. In 1948 werd er een andere winkel geopend in Allenby Street in Tel Aviv.

### 1963-2005: Eri Steimatzkyo
In 1963 trad de zoon van oprichter Yechezkel, Eri Steimatzky, toe tot het bedrijf en werd algemeen directeur. Een periode van expansie volgde.
In 1995 kocht de firma Steimatzky de keten Sifri met zeven winkels.
De keten was tot 2002 een virtueel monopolie in Israël.
In 2002 verenigden twee kleinere concurrenten (Tzomet Sfarim, Yerid Hasfarim) en Modan Publishing House zich onder het merk Tzomet Sfarim, met ongeveer 40 winkels.
In 2004 fuseerde Steimatzky met Keter Publishing House.

### 2005-14: Markstone Capital Partners
In 2005 kocht Markstone Capital Partners het bedrijf. In 2006 exploiteerde Steimatzky winkels in 68 steden in Israël, evenals in Londen en Los Angeles. Naar schatting heeft het bedrijf een aandeel van 40% in de Israëlische boekhandelsmarkt en heeft het wereldwijd meer dan 700 mensen in dienst. In september 2007 kondigde Eri Steimatzky zijn afscheid van de keten aan, waardoor het bedrijf in handen kwam van Markstone Capital.
In 2010 exploiteerde Steimatzky meer dan 160 winkels in verschillende formaten in Israël. Deze omvatten winkelcentra, winkels met coffeeshops, uitgebreide niet-boekenaanbiedingen en grotere formaten.

### Sinds 2014: G. Yafit
In juni 2014 werd Steimatzky overgenomen door een groep investeerders onder leiding van G. Yafit.
In september 2017 werd de kloof tussen Steimatzky en zijn belangrijkste concurrent, Tzomet Sfarim, kleiner. Steimatzky bracht het aantal vestigingen terug tot 140, Tzomet Sfarim verhoogde tot 96. Op 1 oktober 2018 en 1 april 2020 had Tzomet Sfarim 95 vestigingen. Steimatzky was onveranderd op 1 oktober 2018 en gedaald tot 136 op 22 november 2020.

## Afbeeldingen

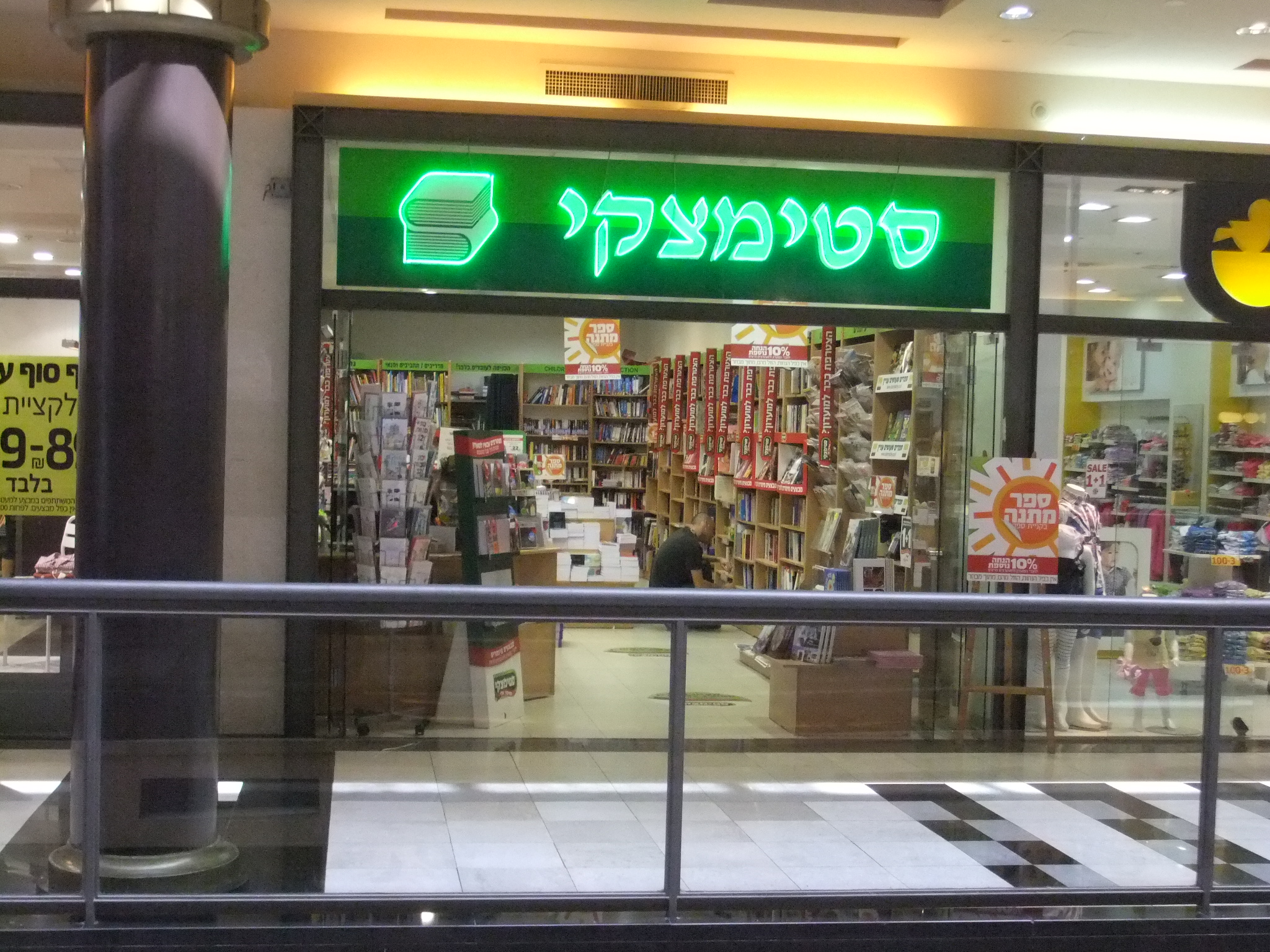
Een Steimatzky-winkel.
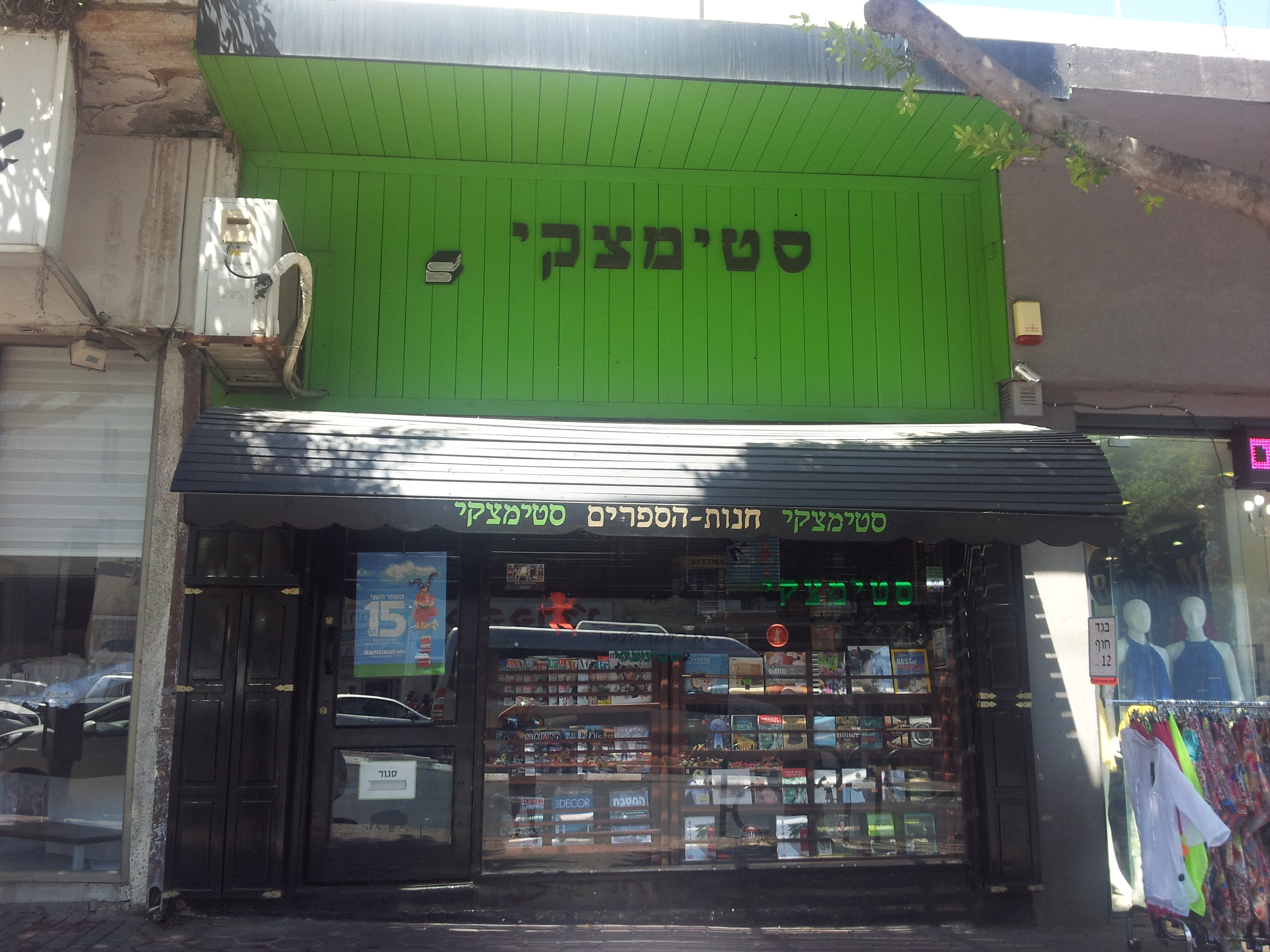
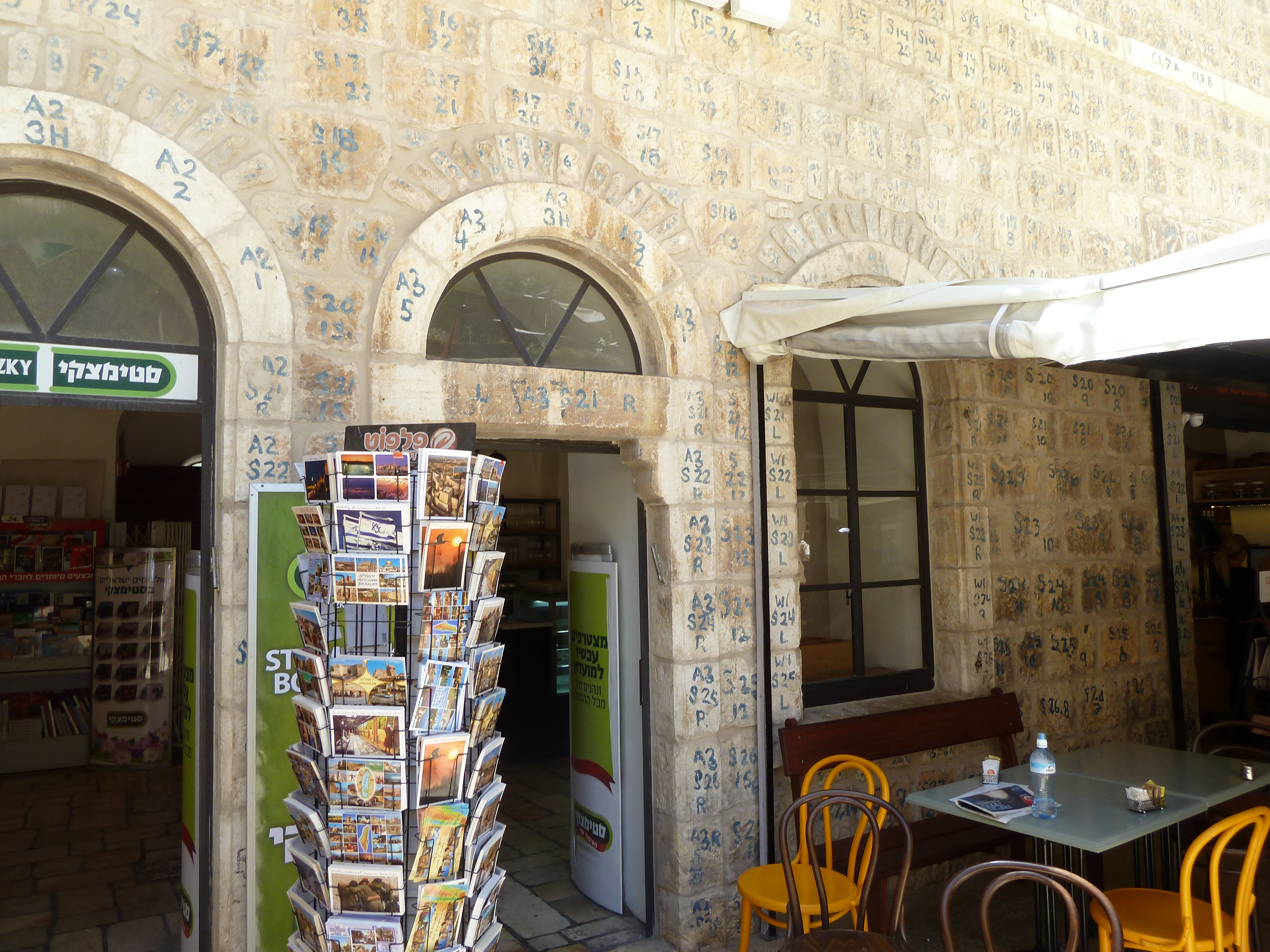